# Daniel Piñeyro
Daniel Piñeyro (* 4. Juli 1989) ist ein mexikanischer Eishockeyspieler, der seit 2017 bei den Aztec Eagle Warriors in der Liga Mexicana Élite unter Vertrag steht.

## Karriere
Piñeyro begann seine Karriere als Eishockeyspieler bei der Mannschaft Bosques in Mexiko. Von 2004 bis 2008 war er bei Galerias Reforma aktiv. Später spielte er für die Fundación Deportiva Talaveros Puebla und seit 2017 für die Aztec Eagle Warriors in der halbprofessionellen Liga Mexicana Élite.

### International
Im Juniorenbereich spielte Piñeyro für Mexiko bei den U18-Weltmeisterschaften der Division III 2004 sowie der Division II 2005, 2006 und 2007. Mit der U20-Auswahl der Mittelamerikaner war er bei den Weltmeisterschaften 2005 in der Division III sowie 2006 und 2007 in der Division II aktiv.
Mit den mexikanischen Herren nahm Piñeyro zunächst an den Weltmeisterschaften der Division III 2005 teil. Nachdem dort der Aufstieg gelungen war, spielte er 2006, 2008, 2016 und 2017 in der Division II. Außerdem nahm er 2016 und 2017 am pan-amerikanischen Eishockeyturnier teil, bei dem die Mexikaner 2016 hinter Kolumbien den zweiten und 2017 vor Kolumbien den ersten Platz belegten.

## Erfolge und Auszeichnungen
- 2004 Aufstieg in die Division II bei der U18-Weltmeisterschaft der Division III
- 2005 Aufstieg in die Division II bei der U20-Weltmeisterschaft der Division III
- 2005 Aufstieg in die Division II bei der Weltmeisterschaft der Division III
- 2017 Gewinn des pan-amerikanischen Eishockeyturniers